# Thomas Girtin

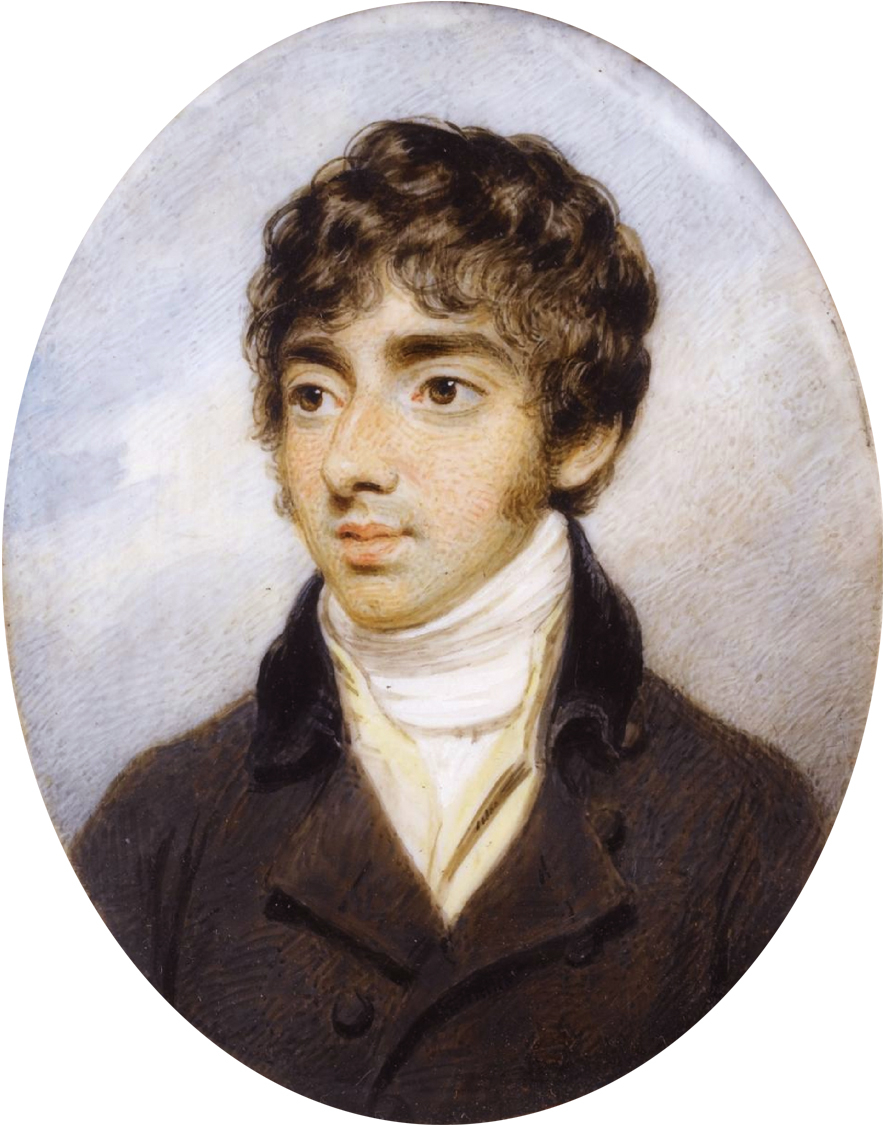
Henry Edridge: Thomas Girtin

Thomas Girtin (* 18. Februar 1775 in London; † 9. November 1802 ebenda) zählt zu den berühmtesten Landschaftsaquarellisten Englands.

## Leben
1789 war Girtin Lehrling bei Edward Dayes und hatte 1794 seine erste Ausstellung an der Royal Academy of Arts. Im selben Jahr arbeitete Girtin zusammen mit William Turner für seinen Mäzen Thomas Monro. Als 21-Jähriger reiste der junge Künstler durch England und ließ sich von den Städten inspirieren, was seine Zeichnungen stark geprägt hat. 
Girtins größte Herausforderung war das Bild Eidometropolis, ein in Öl gemaltes Panorama mit einer Höhe von 5,50 Metern und einem Umfang von 33 Metern, welches er kurz vor seinem Tod im Frühjahr und Sommer 1802 malte. Girtin legte viel Wert auf Genauigkeit und subtile Zeichnungen. 1800 heiratete er Mary Ann Borrett, die ein Jahr danach den gemeinsamen Sohn Thomas Calvert zur Welt brachte. Girtin litt an Asthma und starb 1802 im Alter von 27 Jahren in seiner Geburtsstadt London.